# Skaw (Unst)
Skaw, també conegut com a Norwick, és un minúscul poblat situat a l'illa d'Unst, a l'arxipèlag de les Shetland. Es troba al nord de Haroldswick, en una península de la part nord-oriental de l'illa, i és el poblat més septentrional del Regne Unit. Durant la Segona Guerra Mundial, la RAF hi construí una estació de radar de la Chain Home. La carretera no classificada que va des de la B9087 fins a Skaw és la carretera més septentrional de la xarxa viària del Regne Unit.